# Шаховски клуб Богољуб Михаиловић
ШК Богољуб Михаиловић је шах клуб из Станишића, општина Сомбор, Србија. 

## Историја
Шах клуб је у Станишићу званично почео са радом 1953. године, али Станишићани су се овим спортом бавили и раније. 
Марта 1959. у полуфиналу Купа Маршала Тита за Војводину, екипа ШК Бора Ивков из Станишића поражена је у Раткову 3:1. Од 1976. године до 2002. клуб носи име ШК "Станишић". Након смрти Богољуба Михаиловића, дугогодишњег играча, члана и секретара клуба, скупштина Шах клуба из Станишића 2002. године мења име у ШК "Богољуб Михаиловић".
Двадесетседмог фебруара 1997. године клуб је уписан у Агенцију за привредне регистре.
На међународном шаховском турниру "Пула 89" значајан успех постигли су Станишићани, који су наступили у петој групи. Они су на ову приредбу отпутовали као победници општинског купа. У конкуренцији двадесет екипа у Пули су освојили треће место. Први је био ШК "Иван Курјачки" из Панчева са 19 поена. На другом место пласирао се ШК "Телеоптик" из Земуна с истим бројем поена, а трећи је ШК Станишић са 18 поена. Играно је седам кола по Швајцарском систему. Станишићани су наступали у саставу: Дејан Лескур, Стеван Перић, Предраг Шарић и Петар Миловуковић. Било је то прво учешће ШК Станишић на једном тако значајном надметању шахиста. 

## Успеси
- Северна Бачка зона
1969, 1971

- Општинска лига
1965

- Општински Куп
1989; 1993 [3].

## Хронологија станишићког шаховског клуба по сезонама
| Историја по сезонама | Историја по сезонама |
| --- | --- |
| \| - 1964: Општинска лига - 1965: Општинска лига - 1966: Северна Бачка зона - 1967: Северна Бачка зона - 1968: Северна Бачка зона - 1969: Северна Бачка зона - 1970: Северна Бачка зона - 1971: Северна Бачка зона \| - 1972: Јединствена Бачка лига - 1973: Јединствена Бачка лига - 1974: Друга војвођанска лига - 1975: Друга војвођанска лига - 1976: Друга војвођанска лига - 1977: Друга војвођанска лига - 1989: Друга војвођанска лига - 1990: Бачка лига \| | |
| - 1964: Општинска лига - 1965: Општинска лига - 1966: Северна Бачка зона - 1967: Северна Бачка зона - 1968: Северна Бачка зона - 1969: Северна Бачка зона - 1970: Северна Бачка зона - 1971: Северна Бачка зона | - 1972: Јединствена Бачка лига - 1973: Јединствена Бачка лига - 1974: Друга војвођанска лига - 1975: Друга војвођанска лига - 1976: Друга војвођанска лига - 1977: Друга војвођанска лига - 1989: Друга војвођанска лига - 1990: Бачка лига |